# Сулюклино
Сулюклино — село в Сафакулевском районе Курганской области. Административный центр Сулюклинского сельсовета.

## История
До 1917 года входило в состав Карасевской волости Челябинского уезда Оренбургской губернии. По данным на 1926 год деревня Сулюклина состояла из 192 хозяйств. В административном отношении являлась центром Сулюклинского сельсовета Яланского района Челябинского округа Уральской области.

## Население
| 1989 | 2002 | 2010 |
| ---- | ---- | ---- |
| 683  | ↘679 | ↘600 |

По данным переписи 1926 года в деревне проживало 876 человек (433 мужчины и 443 женщины), в том числе: татары составляли 99 % населения.
Население является носителями сафакулевского говора казанского диалекта татарского языка.

## Инфраструктура
В селе имеется татарская средняя школа, при Доме культуры села работают татарский народный театр и вокально-инструментальный ансамбль «Яшьлек».